# Oglesby (Teksas)
Oglesby – miasto w Stanach Zjednoczonych, w stanie Teksas, w hrabstwie Coryell.